# جایگزینی مترادف
در زیست شناسی به جهش‌هایی گفته می‌شود که بر اثر آن‌ها محصول نهایی ژن یا همان پروتئین تغییر نخواهد کرد. عامل رخداد چنین پدیده‌ای وجود افزونگی در کٌدون‌های مربوط به اسیدهای آمینه برای ساخت پروتئین می‌باشد (۶۴ کدون برای رمزگذاری استفاده از فقط ۲۰ اسید آمینه و سه کدون توقف که پایان عمل ترجمه را نشانه گذاری می‌کند وجود دارد). به عنوان نمونه دو کدون TTT و TTC اسید آمینه یکسانی را رمز می‌کنند که فنیل آلانین نام دارد. در نتیجه جهش در حرف سوم از T به C یا برعکس تأثیری بر محصول نهایی نمی‌کند. از این روی، این جهش‌ها خنثی هستند و سبب افزایش یا کاهش برازش آن ارگانیسم زنده نمی‌شوند 
هرچند محصول پروتئین نهایی تفاوتی نخواهد کرد اما جهش‌هایی از این شکل ممکن است عمل ترجمه را آسان تر کند یا تأثیرات جانبی دیگری داشته باشند.